# José Luis Gómez
José Luis Gómez García (Huelva, 19 de abril de 1940) es un actor y director teatral español. Es miembro de la Real Academia Española y miembro de honor de la Academia de las Artes Escénicas de España.

## Biografía
Oriundo de Huelva, tras su formación en el Instituto de Arte Dramático de Westfalia, en Bochum, y en la escuela de Jacques Lecoq, en París, a partir de 1964 realiza sus primeros trabajos profesionales como actor, mimo y, más tarde, director de movimiento, en los principales teatros de la República Federal Alemana. Con espectáculos de creación propia, mimodramas de nuevo cuño que cambian radicalmente la idea de pantomima en boga, es invitado a festivales internacionales como los de Basilea, Berlín, Fráncfort, Praga y Zúrich.
Su encuentro con Jerzy Grotowski en Breslavia, en 1971, precipita su regreso a España, donde produce, dirige y actúa en montajes como Informe para una Academia de Kafka y Gaspar de Peter Handke, recorriendo los escenarios españoles y latinoamericanos. Su interpretación en El resistible ascenso de Arturo Ui de Brecht y en su execrable papel protagonista en la película Pascual Duarte. En adelante trabaja con cineastas como Armiñán, Bollaín, Brasó, Camino, Chávarri, Gutiérrez Aragón, De la Iglesia, Losey, Pilar Miró, Saura, Gonzalo Suárez y Pedro Almodóvar.
En 1978, tras un periodo de estudios en Nueva York con Lee Strasberg, asume la dirección del Centro Dramático Nacional, junto a Núria Espert y Ramón Tamayo, y dos años más tarde la del Teatro Español. Los trabajos más emblemáticos de esta etapa son las puestas en escena de Bodas que fueron famosas del Pingajo y la Fandanga de José María Rodríguez Méndez, que inaugura el CDN, La velada en Benicarló, texto original de Manuel Azaña, así como La vida es sueño y Absalón de Calderón de la Barca. 
Su aparición como actor principal en El mito de Edipo Rey, dirigido por Stavros Doufexis, y en Juicio al padre de Kafka, señalan su vuelta a la actividad privada, interrumpida por una incursión en el teatro público protagonizando en el CDN Hamlet, con dirección de José Carlos Plaza. Por esta época dirige y produce asimismo Bodas de sangre de Lorca, ¡Ay, Carmela! y Lope de Aguirre, traidor de Sanchis Sinisterra y, de nuevo en el CDN, Azaña, una pasión española, a partir de escritos de diversa índole de Azaña, que más tarde retoma como producción del Teatro de La Abadía. En 1992 dirige La vida es sueño en el Théâtre de l’Odéon y al año siguiente Carmen en la Ópera de la Bastilla, ambos en París.
Desde 1994, se ha concentrado en la concepción, gestión y dirección del Teatro de La Abadía, inaugurado en 1995.
De entre sus intervenciones en cine más recientes se pueden destacar El séptimo día, de Carlos Saura (2004), sobre los crímenes de Puerto Hurraco; Hormigas en la boca de Mariano Barroso; La buena voz de Antonio Cuadri (2005); Los fantasmas de Goya de Miloš Forman (2006); Teresa, el cuerpo de Cristo de Ray Loriga (2007), Los abrazos rotos de Pedro Almodóvar (2009), Todo lo que tú quieras de Achero Mañas (2010) y La piel que habito de Pedro Almodóvar (2011).
En 2011 fue elegido por la Real Academia Española para ocupar el sillón Z en sustitución del fallecido Francisco Ayala. Leyó su discurso de ingreso el 26 de enero de 2014.
Tras superar una indisposición en 2018, recoge en abril de 2019, y  en el Teatro Real, el XXI premio nacional de teatro Pepe Isbert que concede AMIThE (amigos de los teatros históricos de España).

## Teatro de La Abadía
En el Teatro de La Abadía ha realizado los siguientes trabajos

### Dirección de escena
| Año  | Obra                                           | Autor                             |
| ---- | ---------------------------------------------- | --------------------------------- |
| 2008 | La paz perpetua                                | Juan Mayorga                      |
| 2006 | Informe para una academia                      | Franz Kafka                       |
| 2004 | El rey se muere                                | Eugène Ionesco                    |
| 2002 | Memoria de un olvido                           | Luis Cernuda                      |
| 2002 | Defensa de dama                                | Isabel Carmona y Joaquín Hinojosa |
| 2001 | Mesías                                         | Steven Berkoff                    |
| 2000 | Baraja del rey don Pedro                       | Agustín García Calvo              |
| 1996 | Entremeses                                     | Miguel de Cervantes               |
| 1995 | Castillos en el aire                           | Fermín Cabal                      |
| 1995 | Retablo de la avaricia, la lujuria y la muerte | Valle-Inclán                      |

### Actor
| Año  | Obra                               | Autor                        | Director             |
| ---- | ---------------------------------- | ---------------------------- | -------------------- |
| 2010 | Final de partida                   | Samuel Beckett               | Krystian Lupa        |
| 2009 | Diario de un poeta recién casado   | textos de Juan Ramón Jiménez |                      |
| 2006 | Play Strindberg                    | Friedrich Dürrenmatt         | Georges Lavaudant    |
| 2006 | Informe para una academia          | Franz Kafka                  | José Luis Gómez      |
| 2002 | Memoria de un olvido               | Luis Cernuda                 | José Luis Gómez      |
| 1998 | El señor Puntila y su criado Matti | Bertolt Brecht               | Rosario Ruiz Rodgers |
| 1997 | Las sillas                         | Eugène Ionesco               | Carles Alfaro        |

### Director y actor
| Año  | Obra                                    | Autor                             |
| ---- | --------------------------------------- | --------------------------------- |
| 2019 | Mio Cid. Juglaría para el siglo XXI     | a partir del Cantar de mio Çid    |
| 2017 | Unamuno: venceréis pero no convenceréis | sobre textos de Miguel de Unamuno |
| 2006 | Informe para una Academia               | adaptación de Franz Kafka         |
| 2002 | Memoria de un olvido                    | sobre textos de Luis Cernuda      |
| 1988 | Azaña, una pasión española              | sobre textos de Manuel Azaña      |

## Principales trabajos en teatro anteriores a La Abadía

### Dirección de escena
| Año  | Obra                                                      | Autor                       |
| ---- | --------------------------------------------------------- | --------------------------- |
| 1993 | Carmen                                                    | Georges Bizet               |
| 1992 | La vida es sueño (Théâtre de l’Odéon)                     | Pedro Calderón de la Barca  |
| 1991 | Quimera de amor de don Perlimplín con Belisa en su jardín | Federico García Lorca       |
| 1985 | Bodas de sangre                                           | Federico García Lorca       |
| 1983 | Absalón (Teatro Español)                                  | Pedro Calderón de la Barca  |
| 1980 | La velada en Benicarló (CDN)                              | Manuel Azaña                |
| 1978 | Bodas que fueron famosas del Pingajo y la Fandanga (CDN)  | José María Rodríguez Méndez |
| 1976 | La historia del soldado Woyzeck                           | Georg Büchner               |
| 1975 | Mackinpott                                                | Peter Weiss                 |
| 1972 | Lisístrata                                                | Aristófanes                 |

### Actor
| Año  | Obra                               | Autor               | Director          |
| ---- | ---------------------------------- | ------------------- | ----------------- |
| 1989 | Hamlet (CDN)                       | William Shakespeare | José Carlos Plaza |
| 1984 | Juicio al padre                    | Franz Kafka         | Augusto Fernandes |
| 1982 | El mito de Edipo Rey               | Sófocles            | Stavros Doufexis  |
| 1975 | El resistible ascenso de Arturo Ui | Bertolt Brecht      | Peter Fitzi       |

### Director y actor
| Año  | Obra                              | Autor                              |
| ---- | --------------------------------- | ---------------------------------- |
| 2016 | La Celestina                      | Fernando de Rojas                  |
| 1988 | Azaña, una pasión española (CDN)  | sobre textos de Manuel Azaña       |
| 1987 | ¡Ay, Carmela!                     | José Sanchis Sinisterra            |
| 1981 | La vida es sueño (Teatro Español) | Pedro Calderón de la Barca         |
| 1973 | Gaspar                            | Peter Handke                       |
| 1971 | Informe para una Academia         | a partir del relato de Franz Kafka |
| 1971 | El pupilo quiere ser tutor        | Peter Handke                       |

## Filmografía
| Año  | Película                           | Personaje                                 | Director                     |
| ---- | ---------------------------------- | ----------------------------------------- | ---------------------------- |
| 2021 | Competencia oficial                | Humberto Suárez                           | Mariano Cohn y Gastón Duprat |
| 2015 | La isla del viento                 | Miguel de Unamuno                         | Manuel Menchón               |
| 2015 | Truman                             | Productor                                 | Cesc Gay                     |
| 2011 | La piel que habito                 | Presidente del Instituto de Biotecnología | Pedro Almodóvar              |
| 2010 | Todo lo que tú quieras             | Álex                                      | Achero Mañas                 |
| 2009 | Los abrazos rotos                  | Ernesto Martel                            | Pedro Almodóvar              |
| 2008 | La vida en rojo                    | Andrés Linares                            | Andrés Linares               |
| 2007 | Teresa, el cuerpo de Cristo        | Fray Pedro de Alcántara                   | Ray Loriga                   |
| 2006 | Los fantasmas de Goya              | Tomás Bilbatúa                            | Miloš Forman                 |
| 2005 | La buena voz                       | Pepe                                      | Antonio Cuadri               |
| 2005 | Hormigas en la boca                | Dalmau                                    | Mariano Barroso              |
| 2004 | El séptimo día                     | Emilio Fuentes                            | Carlos Saura                 |
| 2003 | La luz prodigiosa                  | Silvio                                    | Miguel Hermoso               |
| 2000 | Gitano                             | Manuel Junco                              | Manuel Palacios              |
| 1991 | Beltenebros                        | Ugarte / Valdivia                         | Pilar Miró                   |
| 1989 | Hemingway, fiesta y muerte         | Pablo Picasso                             | José Maria Sanchez           |
| 1988 | Remando al viento                  | Polidori                                  | Gonzalo Suárez               |
| 1988 | Luces y sombras                    | Velázquez                                 | Jaime Camino                 |
| 1987 | Las dos orillas                    | Simón                                     | Juan Sebastián Bollaín       |
| 1987 | La estanquera de Vallecas          | Leandro                                   | Eloy de la Iglesia           |
| 1986 | Banter                             | Doctor Monasterio                         | Hervé Hachuel                |
| 1984 | El balcón abierto                  | Poeta (voz)                               | Jaime Camino                 |
| 1980 | Dedicatoria                        | Juan Oribe                                | Jaime Chávarri               |
| 1978 | Las rutas del sur                  | Miguel                                    | Joseph Losey                 |
| 1978 | Los ojos vendados                  | Luis                                      | Carlos Saura                 |
| 1978 | Sonámbulos                         | Juan                                      | Manuel Gutiérrez Aragón      |
| 1977 | Nunca el tarde                     | Antonio                                   | Jaime de Armiñán             |
| 1977 | In memoriam                        | Julio Montero                             | Enrique Brasó                |
| 1976 | Parranda                           | Bocas                                     | Gonzalo Suárez               |
| 1975 | Pascual Duarte                     | Pascual Duarte                            | Ricardo Franco               |
| 1975 | Un informe para una academia       |                                           | Carles Mira                  |
| 1970 | Eröffnung des indischen Zeitalters | Tecue                                     | Hans-Joachim Heyse           |
| 1970 | Unter Kuratel                      | O' Brien                                  | Ludwig Cremer                |
| 1969 | Der Rückfall                       | Lory                                      | August Everding              |
| 1968 | Der Unfall                         | Luis                                      | Peter Beauvais               |

## Premios
Festival Internacional de Cine de Cannes
| Año  | Categoría                      | Película       | Resultado |
| ---- | ------------------------------ | -------------- | --------- |
| 1976 | Mejor interpretación masculina | Pascual Duarte | Ganador   |

Premios Goya
| Año  | Categoría                                 | Película          | Resultado |
| ---- | ----------------------------------------- | ----------------- | --------- |
| 1988 | Mejor interpretación masculina de reparto | Remando al viento | Candidato |
| 1991 | Mejor interpretación masculina de reparto | Beltenebros       | Candidato |
| 2003 | Mejor interpretación masculina de reparto | La luz prodigiosa | Candidato |

Premios de la Unión de Actores
| Año  | Categoría                      | Película          | Resultado |
| ---- | ------------------------------ | ----------------- | --------- |
| 2009 | Mejor actor secundario de cine | Los abrazos rotos | Candidato |

Fotogramas de Plata
| Año  | Categoría                      | Película                             | Resultado |
| ---- | ------------------------------ | ------------------------------------ | --------- |
| 1989 | Mejor labor teatral            | Hamlet                               | Candidato |
| 1988 | Mejor actor de cine            | Luces y sombras Remando al viento    | Candidato |
| 1985 | Mejor intérprete de televisión | Los pazos de Ulloa                   | Candidato |
| 1975 | Mejor labor teatral            | La resistible ascensión de Arturo Ui | Ganador   |

Medallas del Círculo de Escritores Cinematográficos
| Año  | Categoría              | Película               | Resultado |
| ---- | ---------------------- | ---------------------- | --------- |
| 2010 | Mejor actor secundario | Todo lo que tú quieras | Nominado  |
| 2016 | Mejor actor            | La isla del viento     | Nominado  |

Premios Sant Jordi de Cinematografía
| Año  | Categoría           | Película       | Resultado |
| ---- | ------------------- | -------------- | --------- |
| 1976 | Mejor actor español | Pascual Duarte | Ganador   |

Por trabajos teatrales y cinematográficos específicos
- Premio Nacional al mejor trabajo extranjero, por Gaspar (Chile, 1973)
- Medalla de Oro de la Crítica de Madrid, por El resistible ascenso de Arturo Ui (1975)
- Premio de Cronistas de Teatro de la Ciudad de México, por Woyzeck (1976)
- Premio Pablo Iglesias al mejor espectáculo, por La velada en Benicarló (1980)[7]
- Premio de la Crítica de Madrid al mejor actor, por La vida es sueño (1981)[7]
- Premio al mejor espectáculo extranjero, por Bodas de sangre (Montevideo, 1985)
- Premio Ercilla, por Azaña, una pasión española (1990)
- Premio de la Asociación de Directores de Escena de España (ADE), por su puesta en escena de Retablo (1995)
- Premio Villa de Madrid Ricardo Calvo, por su interpretación en Las sillas y El señor Puntila y su criado Matti (1999)
- Premio ADE de Dirección, por su puesta en escena de El Rey se muere (2004)

Por toda su trayectoria
- Premio Nacional de Teatro (1988)
- Premio Andalucía de Cultura (1992)
- Cruz de Caballero de la Orden de las Artes y las Letras, otorgada por el Ministerio de Cultura de la República Francesa (1997)
- Cruz de Caballero de la Orden del Mérito de la República Federal Alemana, concedida por el presidente de la República Federal de Alemania (1997)
- Medalla de Oro del Círculo de Bellas Artes (2001)
- Medalla de Oro al Mérito en las Bellas Artes del Ministerio de Cultura (2005)
- Premio de Cultura de la Comunidad de Madrid (2006)
- Premio Radio Televisión Andaluza, concedido en el Festival de Cine Europeo de Sevilla (2007), por su trayectoria cinematográfica
- Premio Ciudad de Huelva, concedido por el Festival de Cine Iberoamericano de Huelva (2009), por su trayectoria cinematográfica
- Premio José Val del Omar de Cinematografía y Artes Audiovisuales, concedido por la Junta de Andalucía (2009) por su contribución a la interpretación a lo largo de su carrera, además de por su labor como maestro de actores y fundador del Teatro de La Abadía
- Premio Ciudad de Alcalá de las Artes y las Letras (2010)
- Doctor honoris causa de la Universidad Complutense de Madrid, en 2011.
- Galardonado con el XV Premio Corral de Comedias 2015 del Festival de Teatro Clásico de Almagro[8]
- Premio La Barraca a las Artes Escénicas de la Universidad Internacional Menéndez Pelayo (2023).[9]